# Tillandsia rohdenardinii
Tillandsia rohdenardinii är en gräsväxtart som beskrevs av Strehl. Tillandsia rohdenardinii ingår i släktet Tillandsia och familjen Bromeliaceae. Inga underarter finns listade i Catalogue of Life.